# Sepioloidea lineolata
Espèce
Synonymes
- Sepiola lineolata

Statut de conservation UICN

 DD  : Données insuffisantes
Sepioloidea lineolata, la Sépiole pyjama, est une espèce de céphalopodes de la famille des Sepiadariidae.